# Ескорт-агентства
Ескорт-послуги — вид бізнесу, що формально займається наданням ефектних супутників і супутниць багатим клієнтам для появи з ними на заходах (ділових зустрічах, благодійних балах і в подорожах). Ескорт-агентства також організовують свята, розіграші призів, подорожі. Оскільки ті хто займаються професією ескорту нагадують давньогрецьких гетер як за вимогами (зовнішність, знання іноземних мов, фізична тренованість, навички танцю й співу, вміння вести бесіду), так і за родом занять, у багатьох країнах, у тому числі в Україні, ескорт-послуги мають чітку сексуальну спрямованість.
Моделі, які надають ескорт-послуги — в основному молоді жінки — з'являються на сторінках глянцевих журналів, у рекламі, на подіумах дефіле. Однак їхня кар'єра без сексуальних послуг для «потрібних людей» ускладнена, тому дослідники відносять їх до «вищого прошарку» проституції. Самі моделі розглядають свої нічні заняття не як проституцію, а як тимчасовий заробіток або недоліки кар'єрного просування.
Робота моделей в ескорт-агентствах розділяється на «денну» і «нічну». Денна робота на офіційних заходах надає хороший дохід агентству, самі ж моделі отримують трохи (найчастіше близько 100 доларів за вихід), а нічний заробіток за сексуальні послуги у багато разів вище й цілком залишається ескортниці.

## Легальність
Ескорт-агентства стверджують, що направляють цих осіб для надання соціальних чи розмовних послуг, а не сексуальних послуг, оскільки закони про проституцію часто забороняють отримання оплати за секс або спілкування з метою укладення договору про сексуальні послуги. Реклама ескорт-агентств часто обережно балансує на межі закону і уникає прямих пропозицій проституції чи сексуальних послуг. Цей факт, у свою чергу, добре відомий поліції та політичним силам, які там, де проституція незаконна, зазвичай віддають перевагу боротьбі з більш помітною та проблемною вуличною проституцією. Це критикується як лицемірство, особливо коли уряди ліцензують та оподатковують ескорт-агентства. Деякі країни використовували двосторонній підхід: криміналізацію вуличної проституції, але дозвіл чи ліцензування проституції в борделях або через ескорт-агентства.